# 刺槐花 (Remioromen單曲)
《刺槐花》，日本樂團Remioromen的第3張單曲（通算第4張）。2004年5月19日發行。

## 概要
全部版本皆為Digipak包裝。

## 收錄曲目
1. 刺槐花
  - 作詞：藤卷亮太、作曲：Remioromen
2. 五月雨
  - 作詞：藤卷亮太、作曲：Remioromen
3. 夏前咖啡
  - 作詞：藤卷亮太、作曲：Remioromen